# Nationaler Volkskongress

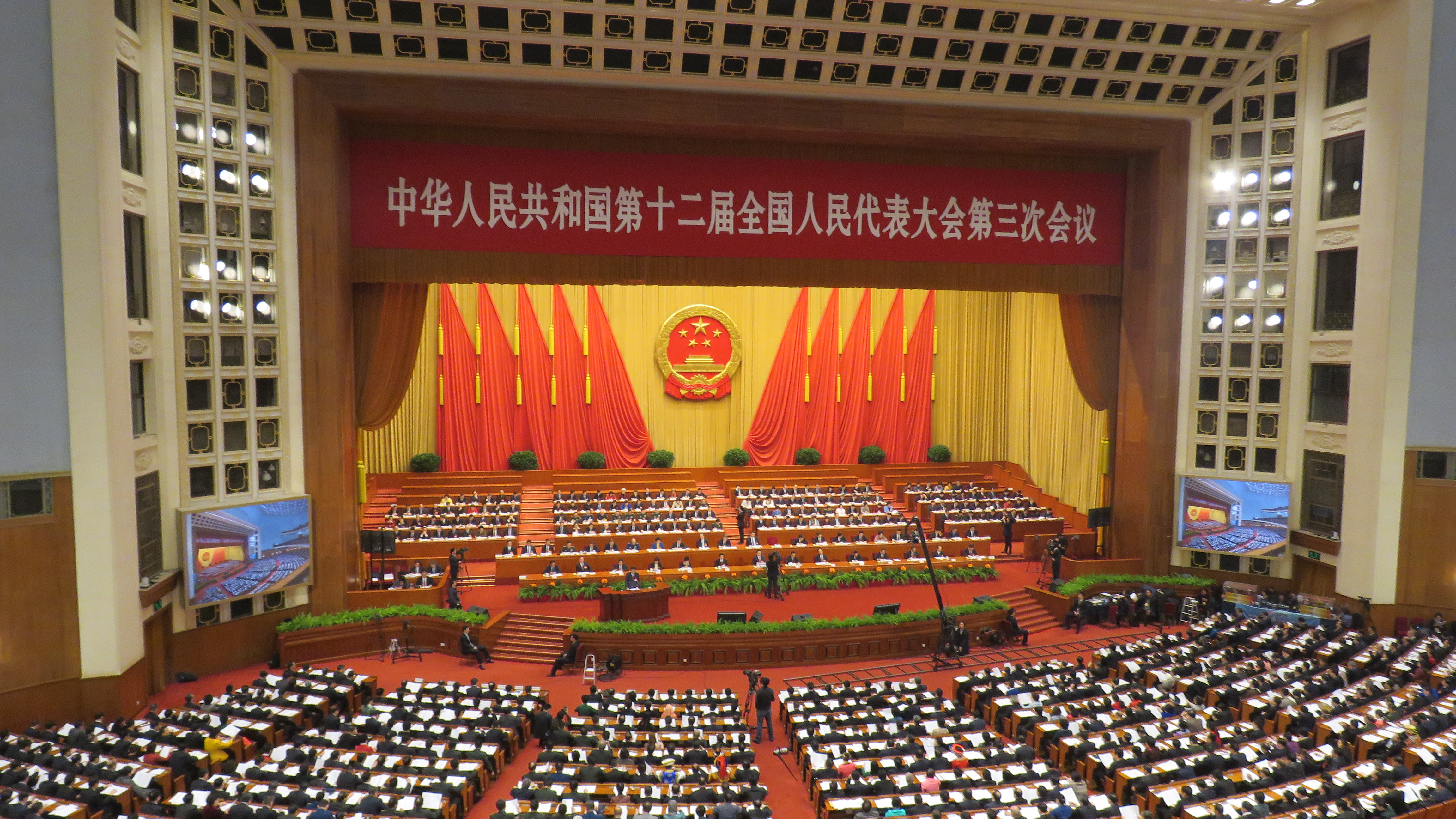
Dritte Jahrestagung des 12. Nationalen Volkskongresses, März 2015

Der Nationale Volkskongress (chinesisch 全國人民代表大會 / 全国人民代表大会, Pinyin Quánguó Rénmín Dàibiǎo Dàhuì; kurz NVK 人大,  Réndà, englisch NPC) ist formell die gesetzgebende Körperschaft der Volksrepublik China. Da jedoch Oppositionsparteien aufgrund der Einparteienherrschaft der Kommunistischen Partei (und kleinerer Blockparteien der Nationalen Front, die sogenannten „Acht demokratischen Parteien und Gruppen“) verboten sind, gilt der Volkskongress als reines Absegnungsorgan für Entscheidungen der Zentralregierung bzw. Partei. Er wird nicht als Parlament bezeichnet, da sich die Volksrepublik China als Räterepublik versteht. Somit ist es faktisch ein Scheinparlament (eine Abstimmungsmaschine), die Wahlen gelten als Scheinwahl.
Der NVK besteht aus rund 3.000 Abgeordneten und ist damit formal die größte Legislative der Welt. Allerdings tagen davon nur etwa 150 Abgeordnete, welche den Ständigen Ausschuss des Volkskongresses bilden, das ganze Jahr über. Die übrigen Mitglieder tagen nur ca. zwei Wochen pro Jahr und üben somit eine hauptsächlich symbolische Funktion aus. Aktueller Vorsitzender des Ständigen Ausschusses ist Zhao Leji.
Rechtsgrundlage des Volkskongresses sind Artikel 57 bis 78 der Verfassung der Volksrepublik China. Faktisch unterliegt der Volkskongress der kommunistischen Parteiführung und den von ihr ernannten Staatsministerien. Die Abgeordneten entscheiden immer fast einstimmig und haben mit Ausnahme eines Autobahngesetzes im Jahre 2000 noch nie seit dem Bestehen des Volkskongresses ein Gesetz abgelehnt. Im Jahre 2014 bekräftigte die Kommunistische Partei offiziell, dass der Volkskongress „unerschütterlich an der Führung der Kommunistischen Partei festhalten“ müsse. Nur dem Ständigen Ausschuss kommt teilweise politische Relevanz zu: Während der Ausgang einer Abstimmung grundsätzlich von der Parteiführung vorbestimmt ist, holen Abgeordnete bei der Gestaltung von Gesetzen Rückmeldung von betroffenen Industrie- oder Interessenvertretern ein.

## Legislaturperioden
| Kongress | Jahr | Gesamtzahl | Weibl. Abgeordn. | Frauen % | Abg. Minderh. | Minderh. % | Ref    |
| -------- | ---- | ---------- | ---------------- | -------- | ------------- | ---------- | ------ |
| 1. NVK   | 1954 | 1.226      | 147              | 12,0     | 178           | 14,5       | [ 13 ] |
| 2. NVK   | 1959 | 1.226      | 150              | 12,2     | 179           | 14,6       | [ 13 ] |
| 3. NVK   | 1964 | 3.040      | 542              | 17,8     | 372           | 12,2       | [ 13 ] |
| 4. NVK   | 1975 | 2.885      | 653              | 22,6     | 270           | 09,4       | [ 13 ] |
| 5. NVK   | 1978 | 3.497      | 742              | 21,2     | 381           | 10,9       | [ 13 ] |
| 6. NVK   | 1983 | 2.978      | 632              | 21,2     | 403           | 13,5       | [ 13 ] |
| 7. NVK   | 1988 | 2.978      | 634              | 21,3     | 445           | 14,9       | [ 13 ] |
| 8. NVK   | 1993 | 2.978      | 626              | 21,0     | 439           | 14,8       | [ 13 ] |
| 9. NVK   | 1998 | 2.979      | 650              | 21,8     | 428           | 14,4       | [ 13 ] |
| 10. NVK  | 2003 | 2.985      | 604              | 20,2     | 414           | 13,9       | [ 13 ] |
| 11. NVK  | 2008 | 2.987      | 637              | 21,3     | 411           | 13,8       | [ 14 ] |
| 12. NVK  | 2013 | 2.987      | 699              | 23,4     | 409           | 13,7       | [ 15 ] |
| 13. NVK  | 2018 | 2.980      | 742              | 24,9     | 438           | 14,7       | [ 16 ] |
| 14. NVK  | 2023 | 2.977      | 790              | 26,5     | 442           | 14,8       |        |

Die seit 1954 im Nationalen Volkskongress vertretenen Parteien sind die Kommunistische Partei Chinas und die „Acht demokratischen Parteien und Gruppen“.

## Sitzung
Die Sitzungen des Nationalen Volkskongresses finden in der Großen Halle des Volkes in Beijing statt, laut Artikel 61 der Verfassung einmal jährlich (gewöhnlich im März). Aufgrund der COVID-19-Pandemie wurde der Beginn der Sitzung im Jahr 2020 auf den 22. Mai verlegt. 2021 tagte der Volkskongress ab dem 5. März.

## Aufgaben
Der Nationale Volkskongress wählt auf Vorschlag des Nationalen Parteikongresses der Kommunistischen Partei Chinas
- den Staatspräsidenten der Volksrepublik China (国家主席,  Guójiā Zhǔxí)
- die Zentrale Militärkommission (中央军事委员会,  Zhōngyāng Jūnshì Wěiyuánhuì)
- den Obersten Volksgerichtshof (最高人民法院,  Zuìgāo Rénmín Fǎyuàn)
- die Oberste Staatsanwaltschaft (最高检察院,  Zuìgāo Jiǎncháyuàn) und
- den Staatsrat der Volksrepublik China, die Zentralregierung der Volksrepublik China (国务院,  Guówùyuàn).

## Wahl
Die Zusammensetzung des Volkskongresses wird durch geschichtete indirekte Wahlen bestimmt: Abgeordnete werden von regionalen Kongressen gewählt, welche wiederum selbst von Kongressen auf Dorf- oder Bezirksebene gewählt werden. Nur diese lokalen Kongresse werden direkt gewählt. Deren Zusammensetzung wird jedoch durch Einschüchterung oder Verfolgung parteiunabhängiger Kandidaten stark von der kommunistischen Parteiführung beeinflusst.
Die Legislaturperiode dauert fünf Jahre (Artikel 60 der Verfassung).

## Zusammensetzung
Die Abgeordneten bilden je nach Wahleinheit (Provinz etc.) eine sogenannte Delegation, die in etwa einer Fraktion anderer Parlamente entspricht.
Es gibt 35 Delegationen:
- 23 Provinzen (inkl. Taiwan),
- fünf autonome Regionen,
- vier regierungsunmittelbare Städte,
- zwei Sonderverwaltungsregionen (Hongkong und Macau),
- eine Delegation der Volksbefreiungsarmee als Vertretung der Soldaten, da diese keine Bürger einer Provinz sind.

Seit 1975 wird auch der de facto unabhängige Inselstaat Taiwan im NVK vertreten, da die Volksrepublik China ihn offiziell als Teil Chinas sieht. Die taiwanische Delegation setzt sich allerdings ausschließlich aus Menschen zusammen, die um 1947 infolge des chinesischen Bürgerkrieges von Taiwan auf das chinesische Festland zogen, sowie deren Nachkommen.

## Ständiger Ausschuss
Wichtigstes Organ des Nationalen Volkskongresses ist der Ständige Ausschuss mit 161 Mitgliedern. Er tagt sechsmal im Jahr.
Eine seiner wichtigsten Aufgaben ist sein ausschließliches Vorschlagsrecht für Regierungsämter.

## Vorsitzende
- Liu Shaoqi (1955–1958)
- Zhu De (1959–1976)
- Ye Jianying (1978–1982)
- Peng Zhen (1983–1987)
- Wan Li (1988–1992)
- Qiao Shi (1992–1997)
- Li Peng (1998–2002)
- Wu Bangguo (2003–2013)
- Zhang Dejiang (2013–2018)
- Li Zhanshu (2018–2023)
- Zhao Leji (seit 2023)